# Estêvão Gomes

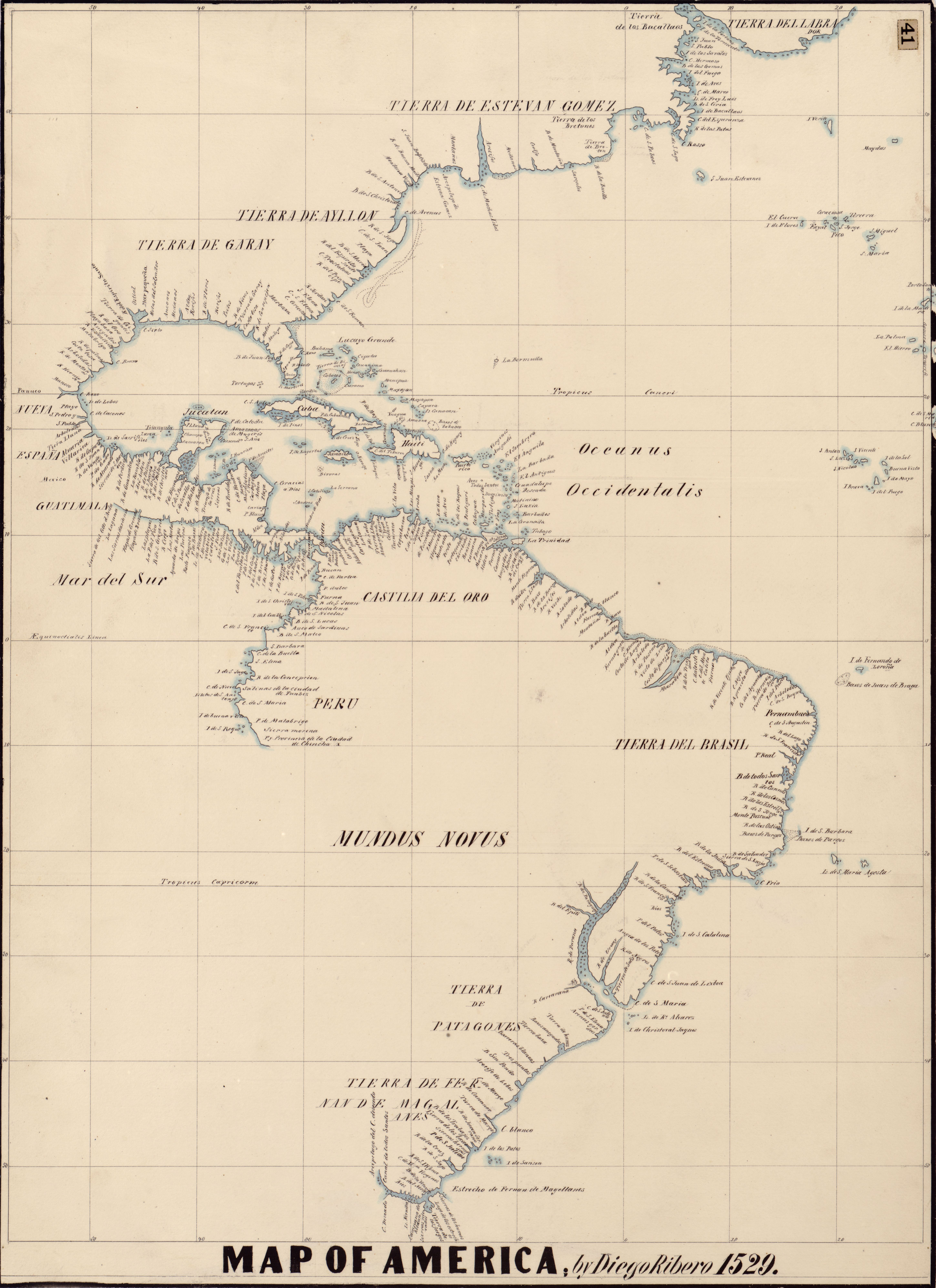
Nachdruck eines Auszuges aus dem Padrón Real von 1529 mit der „Tierra de Estevan Gomez“

Estêvão Gomes de Santo, spanisch Estevan Gómez oder Esteban Gómez (* 1483 in Porto, Portugal; † 1538 am Río Paraguay, Südamerika), war ein portugiesischer Seefahrer und Entdecker in spanischen Diensten. Er erkundete die Ostküste Nordamerikas sowie Gebiete des Río de la Plata und des Gran Chaco.

## Leben
Überwiegend wird angenommen, dass Gomes 1483 in Porto geboren wurde. Einige Quellen benennen Cádiz als Geburtsort und 1478 als Geburtsjahr, andere das Jahr 1474. Als junger Seemann diente er auf portugiesischen Schiffen, die nach Indien und Südostasien segelten. 1518 zog er nach Spanien und wurde Seefahrer der Casa de Contratación in Sevilla. Er galt als erfahrener Navigator. 1519/1520 war er unter Juan de Cartagena, dann unter Álvaro de Mezquita einer der Steuermänner der San Antonio, die im Auftrag der spanischen Krone in einer kleinen Flotte unter der Leitung von Ferdinand Magellan zu dessen erster Weltumrundung aufbrach. Als Magellans Schiffe im November 1520 vor der Küste Südamerikas an der Magellanstraße ankamen, gehörte Gomes zu den Leuten, die wiederholt gegen Magellan meuterten, weil sie befürchteten, über nicht genügend Proviant und Ressourcen zu verfügen. Berichtet wird, dass Gomes im Streit den Kapitän Álvaro de Mezquita, einen Cousin Magellans, mit einem Messer überwältigt habe und in Ketten legen ließ. Während Magellan mit den anderen Schiffen weiterfuhr, kehrte Gomes mit 55 Männern bis März 1521 auf der San Antonio – möglicherweise als erste die Falklandinseln sichtend – über Westafrika nach Spanien zurück.
Bald nach seiner Ankunft an der Casa de Contratación in Sevilla (Mai 1521) verbrachte Gomes mit weiteren der Meuterei angeklagten Seeleuten einige Monate im Gefängnis. Doch als der Kapitän Juan Sebastián Elcano im Spätsommer 1522 mit 17 Mann Besatzung auf der Victoria als einzigem Schiff der Magellan-Expedition von der ersten Weltumrundung nach Spanien zurückkehrte, unter ihnen der spätere Reisechronist Antonio Pigafetta, wurde er durch Berichte der Überlebenden entlastet und freigelassen. 1523 war Gomes soweit rehabilitiert, dass er als Mitglied eines Rates erfahrener Seeleute dazu beitrug, Konflikte zwischen Spanien und Portugal über entdeckte Überseegebiete beizulegen. In jenem Jahr gewann er die Unterstützung des spanischen Königs und römisch-deutschen Kaisers Karl V. für sein Projekt, an der Ostküste Nordamerikas für Spanien eine Passage zu den Gewürzinseln zu entdecken. Eine solche Passage wäre weitaus kürzer als die Passage an der Südspitze Südamerikas, die Magellan 1521 entdeckt hatte.

Diego Riberos Weltkarte von 1529 mit der „Tiera de Esteva Gomez“ an der Küste Nordamerikas

Kurz nachdem Giovanni da Verrazzano von einer im Auftrag Franz’ I. von Frankreich unternommenen Bereisung der nordamerikanischen Ostküste nach Europa zurückgekehrt war, stach Gomes am 24. September 1524 auf der in Bilbao gebauten, 75 Tonnen schweren Karavelle Nuestra Señora de la Anunciada mit 29 Mann von La Coruña aus in See. Nachdem sie zunächst Santiago de Cuba angesteuert hatten, erreichten sie im Januar 1525 die Küste Floridas. Von dort ging es die Ostküste Nordamerikas hinauf, wobei Gomes in Erwartung der gesuchten Passage die Küstenlinie bis in die Buchten hinein befuhr und detailliert kartierte. So erkundete er etwa die Chesapeake Bay, an der Upper New York Bay das Mündungsgebiet des Hudson River, den er „Río San Antonio“ nannte, das Gebiet bei Cape Cod, das er „San Pedro“ taufte, und gelangte nordwärts bis zum Penobscot River („Río de los Gamos“) und nach Kap Race, Neufundland. Dort kehrte er um. An der Küste von Nova Scotia oder Maine ließ er entgegen ausdrücklicher Weisung 58 Algonkin-Indianer einfangen, um sie zur Refinanzierung der Expeditionskosten auf dem spanischen Markt als Sklaven zu verkaufen. Im August 1525 nach Spanien zurückgekehrt, führte Gomes die Indianer, die die Reise lebend überstanden hatten, dem Sklavenhandel zu. Karl V., dem dies missfiel, ließ sie befreien. 1529 publizierte Gomes das Tagebuch seiner Entdeckungsreise von 1524/1525. Die Veröffentlichung enthielt eine Karte, die das Land an der Küste Neuenglands als „Tierra de Esteban Gómez“ bezeichnete.
1530 brach Gomes erneut zu einer Atlantiküberquerung auf, um die vermutete Nordwestpassage zu entdecken. Hierzu hatte er mit finanzieller Unterstützung spanischer Kaufleute zwei Schiffe bemannt und ausgerüstet. Von den Ergebnissen dieser Reise fehlen weitere Nachrichten.
Einige Quellen deuten an, dass er bereits 1534 in Toledo starb. Hingegen wird berichtet, dass er 1535 unter der Leitung von Pedro de Mendoza an einer Erkundungsreise zum Río de la Plata teilnahm und im Februar 1537 mit dem  Juan de Ayolas den Gran Chaco durchstreifte. Als die Gruppe der Konquistadoren im Jahr 1538 von dort zum Río Paraguay zurückkehrt war, wurden Gomes und weitere Männer von einheimischen Indianern getötet.
Gomes’ Erkenntnisse über die Küstenlinie Nordamerikas verwertete der Kartograf Diego Ribero bei seiner bahnbrechenden Weltkarte aus dem Jahr 1529.